# Škoda Fabia
Škoda Fabia är en småbil som presenterades år 1999 som årsmodell 2000. Den ersatte då Škoda Felicia. Tekniskt bygger den på samma bottenplatta som Volkswagen Polo och Seat Ibiza.

## Första generationen (1999–2007)
Bilen lanserades med reklamslogan "En bil för 'nuftiga' människor", där man bland annat pekade på att den hade 4 dörrar och 4 krockkuddar, vilket var åtminstone dubbelt så många som en del andra bilar i lågprissegmentet. Till en början erbjöds den endast som femdörrars halvkombi, vilken mars 2001 kompletterades med en kombivariant och augusti 2001 med en sedanversion. På vissa marknader erbjuds också en täckt skåpmodell, kallad Praktik. Motorerna som under modellens cykel varit aktuella är i spannet 1,0 till 2,0 liters slagvolym med diesel- eller bensindrift. 2-liters bensinmotorn var ovanlig, eftersom den endast erbjöds med högsta utrustningsstandard och därför blev lite dyrare. Hoppet mellan 1,4-liters och 2-litersmotorn gjorde att många som ville ha bättre prestanda i stället valde en Octavia eller sökte sig till ett annat märke. Den starkaste versionen, RS, är dieseldriven och har 130 hästkrafter.
Sommaren 2004 genomgick modellserien en mindre ansiktslyftning inför årsmodell 2005, vilket resulterade i nya lister och lyktor. I samband med detta försvann också den föga populära sedanversionen från den svenska marknaden.

### Motoralternativ
| Första generationen | Första generationen | Första generationen     | Första generationen | Första generationen | Första generationen | Första generationen | Första generationen |
| Modell              | Årsmodell           | Motor                   | Motorkod            | Cylindervolym       | Effekt              | Vridmoment          | Bränslesystem       |
| ------------------- | ------------------- | ----------------------- | ------------------- | ------------------- | ------------------- | ------------------- | ------------------- |
| 1.0                 | 2000                | 4-cyl radmotor OHV 8V   |                     | 997 cm³             | 50 hk               | 84 Nm               | Bränsleinsprutning  |
| 1.2                 | 2003-2006           | 3-cyl radmotor SOHC 6V  |                     | 1198 cm³            | 54 hk               | 106 Nm              | Bränsleinsprutning  |
| 1.2                 | 2004-2006           | 3-cyl radmotor DOHC 12V |                     | 1198 cm³            | 64 hk               | 112 Nm              | Bränsleinsprutning  |
| 1.4                 | 2001-2003           | 4-cyl radmotor OHV 8V   |                     | 1397 cm³            | 60 hk               | 118 Nm              | Bränsleinsprutning  |
| 1.4                 | 2000-2003           | 4-cyl radmotor OHV 8V   |                     | 1397 cm³            | 68 hk               | 120 Nm              | Bränsleinsprutning  |
| 1.4                 | 2000-2006           | 4-cyl radmotor DOHC 16V | BBY/AUA             | 1390 cm³            | 75 hk               | 126 Nm              | Bränsleinsprutning  |
| 1.4                 | 2007                | 4-cyl radmotor DOHC 16V |                     | 1390 cm³            | 80 hk               | 132 Nm              | Bränsleinsprutning  |
| 1.4                 | 2000-2007           | 4-cyl radmotor DOHC 16V |                     | 1598 cm³            | 100 hk              | 126 Nm              | Bränsleinsprutning  |
| 2.0                 | 2000                | 4-cyl radmotor SOHC 8V  |                     | 1984 cm³            | 120 hk              | 175 Nm              | Bränsleinsprutning  |
| 2.0                 | 2001-2007           | 4-cyl radmotor SOHC 8V  |                     | 1984 cm³            | 115 hk              | 170 Nm              | Bränsleinsprutning  |
| 1.4 TDI             | 2006-2007           | 3-cyl radmotor SOHC 6V  |                     | 1422 cm³            | 69 hk               | 155 Nm              | Turbodiesel         |
| 1.4 TDI             | 2004-2005           | 3-cyl radmotor SOHC 6V  |                     | 1422 cm³            | 75 hk               | 195 Nm              | Turbodiesel         |
| 1.4 TDI             | 2006-2007           | 3-cyl radmotor SOHC 6V  |                     | 1422 cm³            | 80 hk               | 195 Nm              | Turbodiesel         |
| 1.9 SDI             | 2000-2005           | 4-cyl radmotor SOHC 8V  |                     | 1896 cm³            | 64 hk               | 125 Nm              | Diesel              |
| 1.9 TDI             | 2000-2007           | 4-cyl radmotor SOHC 8V  |                     | 1896 cm³            | 100 hk              | 240 Nm              | Turbodiesel         |
| 1.9 TDI RS          | 2004-2007           | 4-cyl radmotor SOHC 8V  |                     | 1896 cm³            | 130 hk              | 310 Nm              | Turbodiesel         |

## Andra generationen (2007–2014)

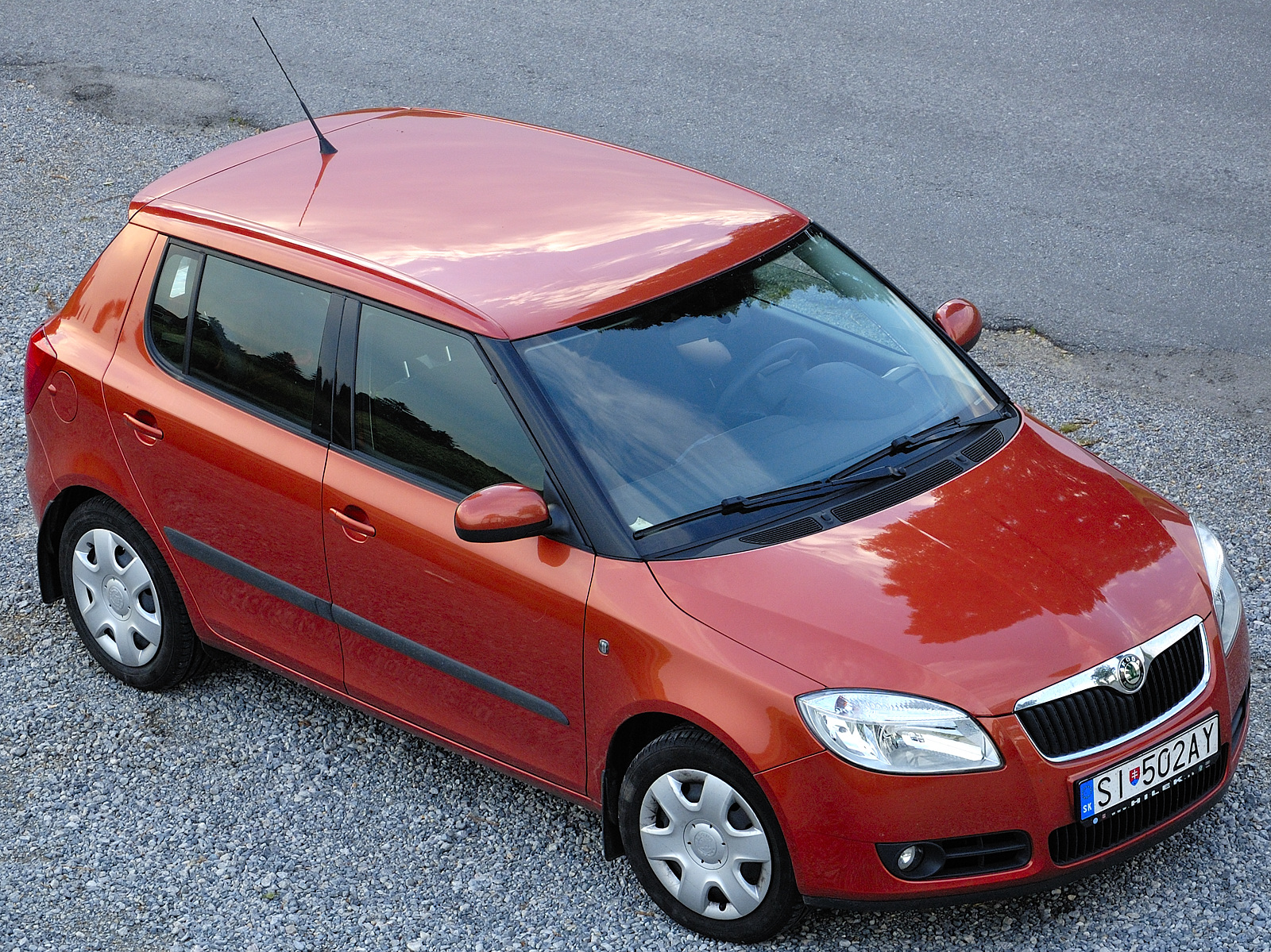
Škoda Fabia II

I början av 2007 presenteras en efterföljare med samma namn, vilken tekniskt och formmässigt bygger på Škoda Roomster.

### Motoralternativ
| Andra generationen | Andra generationen | Andra generationen      | Andra generationen | Andra generationen | Andra generationen | Andra generationen |
| Modell             | Årsmodell          | Motor                   | Cylindervolym      | Effekt             | Vridmoment         | Bränslesystem      |
| ------------------ | ------------------ | ----------------------- | ------------------ | ------------------ | ------------------ | ------------------ |
| 1.2 HTP            | 2008-              | 3-cyl radmotor SOHC 6V  | 1198 cm³           | 60 hk              | 108 Nm             | Bränsleinsprutning |
| 1.2 HTP            | 2008-              | 3-cyl radmotor DOHC 12V | 1198 cm³           | 69 hk              | 112 Nm             | Bränsleinsprutning |
| 1.2 TSI            | 2010-              | 4-cyl radmotor SOHC 8V  | 1197 cm³           | 86 hk              | 160 Nm             | Bränsleinsprutning |
| 1.2 TSI            | 2010-              | 4-cyl radmotor SOHC 8V  | 1197 cm³           | 105 hk             | 175 Nm             | Bränsleinsprutning |
| 1.4                | 2008-2010          | 4-cyl radmotor DOHC 16V | 1390 cm³           | 86 hk              | 132 Nm             | Bränsleinsprutning |
| 1.4 TSI RS         | 2010-              | 4-cyl radmotor DOHC 16V | 1397 cm³           | 180 hk             | 250 Nm             | Bränsleinsprutning |
| 1.6                | 2008-2010          | 4-cyl radmotor DOHC 16V | 1598 cm³           | 105 hk             | 153 Nm             | Bränsleinsprutning |
| 1.2 TDI            | 2010-              | 3-cyl radmotor DOHC 12V | 1119 cm³           | 75 hk              | 180 Nm             | Turbodiesel        |
| 1.4 TDI            | 2008-2010          | 3-cyl radmotor SOHC 6V  | 1422 cm³           | 69 hk              | 155 Nm             | Turbodiesel        |
| 1.4 TDI            | 2008-2010          | 3-cyl radmotor SOHC 6V  | 1422 cm³           | 80 hk              | 195 Nm             | Turbodiesel        |
| 1.6 TDI            | 2010-              | 4-cyl radmotor DOHC 16V | 1598 cm³           | 75 hk              | 195 Nm             | Turbodiesel        |
| 1.6 TDI            | 2010-              | 4-cyl radmotor DOHC 16V | 1598 cm³           | 90 hk              | 230 Nm             | Turbodiesel        |
| 1.6 TDI            | 2010-              | 4-cyl radmotor DOHC 16V | 1598 cm³           | 105 hk             | 250 Nm             | Turbodiesel        |
| 1.9 TDI            | 2008-2010          | 4-cyl radmotor SOHC 8V  | 1896 cm³           | 105 hk             | 240 Nm             | Turbodiesel        |

## Tredje generationen (2014–2021)

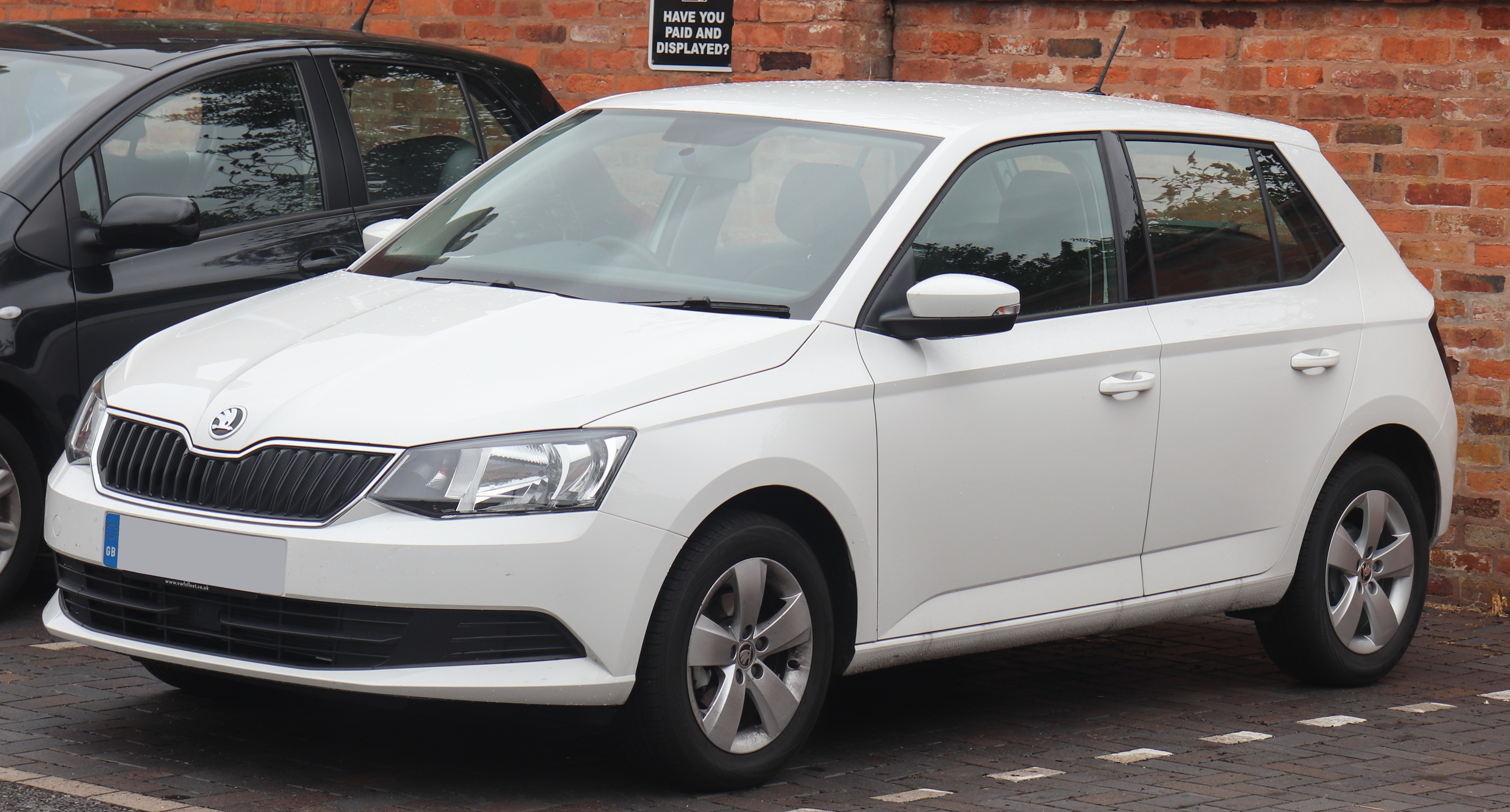
Škoda Fabia III

Tredje generationen av Fabia presenterades 2014 och började tillverkas under hösten samma år. Liksom tidigare fanns en halvkombi och en kombi, båda med 5 dörrar. Däremot försvann RS-varianten, eftersom den sportigare modellen inte hade sålts i tillräckligt stora upplagor.
Precis som för generation 5 av Volkswagen Polo som kom samma år, används PQ26-plattformen – en kombination av PQ25 (Volkswagen Polo 2009–2014) och MQB-plattformen, som används i 7 bilmodeller i Volkswagen-gruppen (2018). Jämfört med föregående modell är bilen 90 mm bredare och 30 mm lägre, vilket sammantaget ger goda vägegenskaper och innerutrymmen. Samtidigt har vikten sänkts med 65 kg. Utseendet på den nya modellen är mer likt första generationen än den mellanliggande lite ”bulligare” generationen.

### Säkerhet
Tredje generationens Fabia har Front assist safety system. Med hjälp av radar varnas föraren och kan även fordonet bromsas automatiskt vid risk för kollision.

### Motorer
Motoralternativen motsvarar i stort sett de som erbjuds i Volkswagen Polo. Den trecylindriga 1,2-litersmotorn från tidigare generation har ersatts av en mindre men mer effektiv 1-litersmotor med eller utan turbo och 75–110 hk effekt. Av de fyrcylindriga bensinmotorerna följde 1,2 liters TSI med till den nya generationen, men i takt med att den trecylindriga har fått mer effekt har det motoralternativet fasats ut. Dieselmotorn är 3-cylindrig på 1,4 liter med turbo och har antingen 90 eller 105 hk.